# Turystyka w Islandii

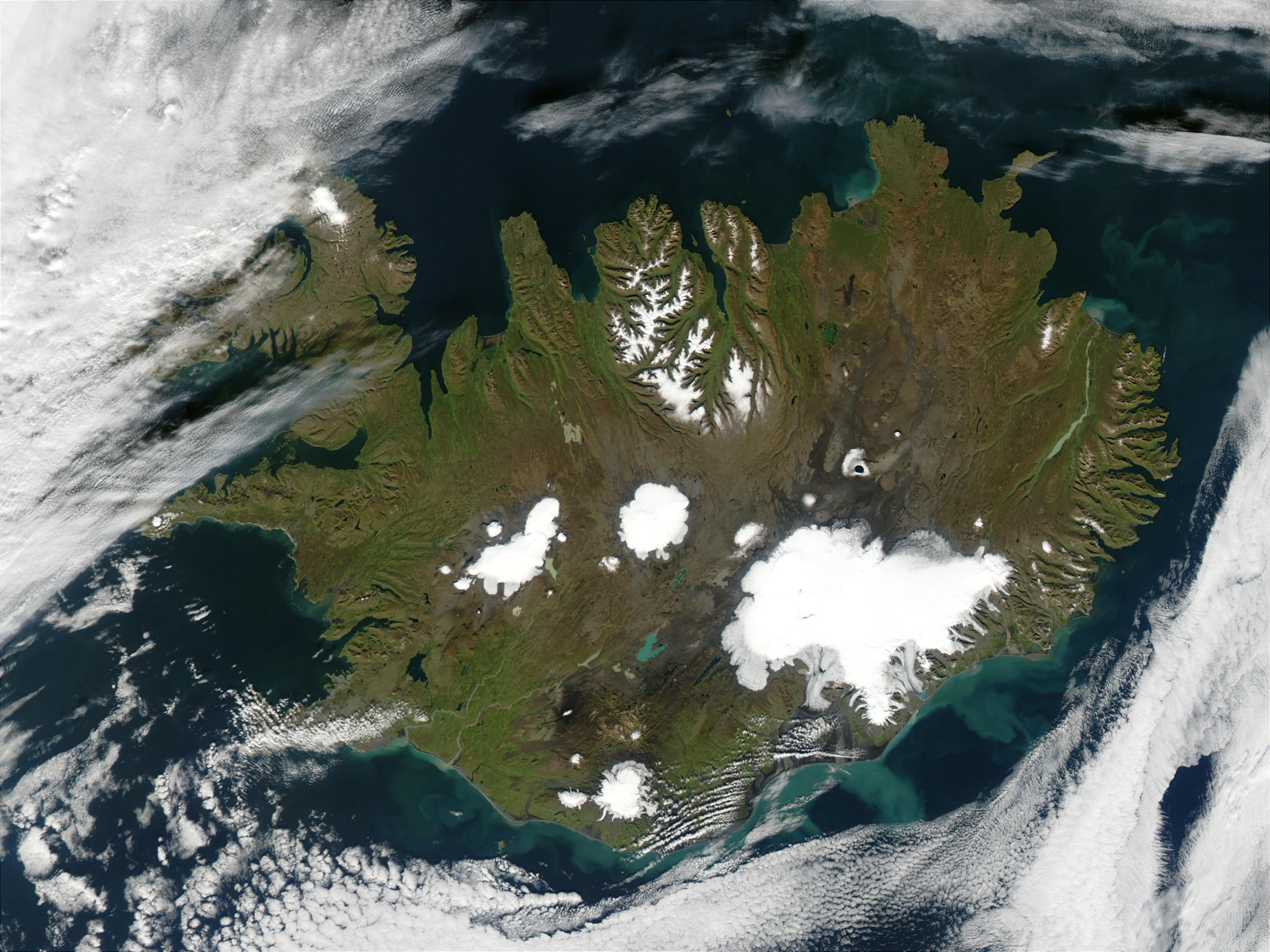
Zdjęcie satelitarne Islandii

Turystyka w Islandii stanowi ważną gałąź gospodarki. Zagraniczni turyści wydali w 2017 roku 376,6 mld koron islandzkich. Udział turystyki w eksporcie dóbr i usług stanowił w 2017 roku 42% ogółu eksportu. W sektorze turystycznym i powiązanych w sierpniu 2017 roku pracowało 31,7 tys. osób, z czego 19,5 tys. w usługach związanych z zakwaterowaniem i wyżywieniem.

## Ruch turystyczny
W 2017 roku Islandię odwiedziło ponad 2,2 mln turystów zagranicznych. Oznacza to ponad czterokrotny wzrost w porównaniu z 2010 rokiem, kiedy przybyło ich niecałe 0,5 mln. Ponadto w 2017 roku wyspę odwiedziło 132 tys. pasażerów statków wycieczkowych, którzy nie zatrzymywali się na nocleg na lądzie.

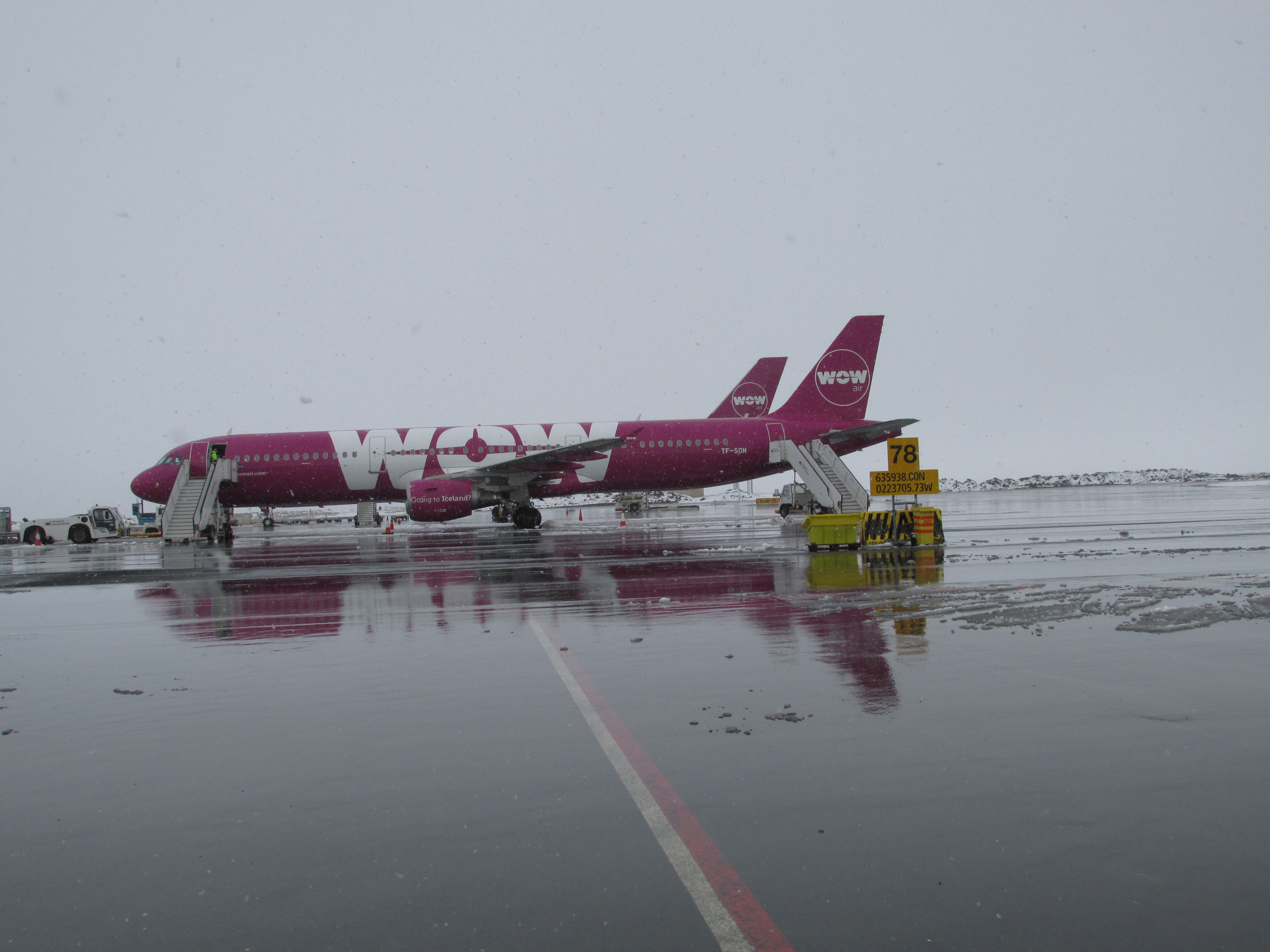
Samolot linii lotniczy WOW air w porcie lotniczym Keflavík

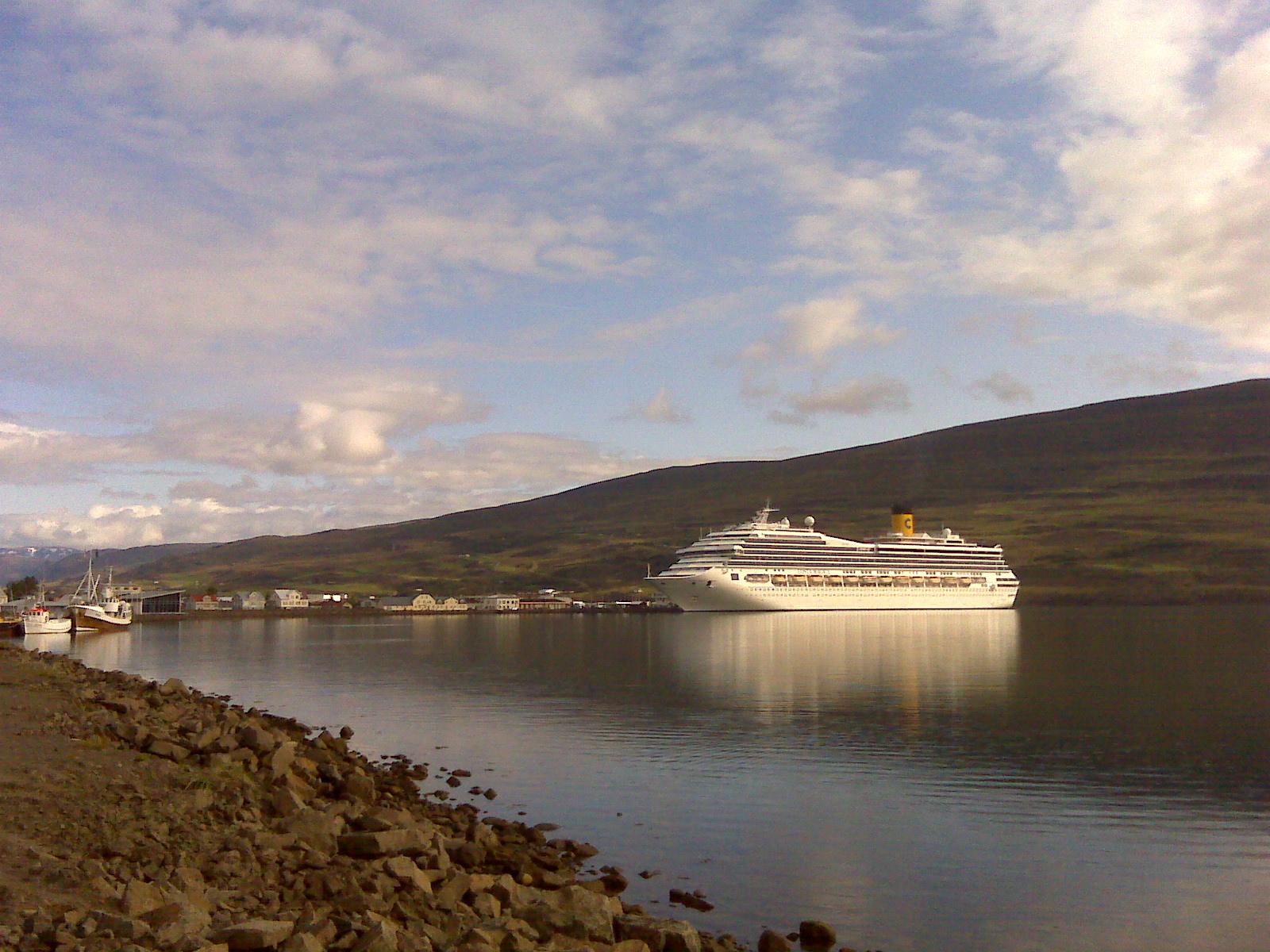
Statek wycieczkowy w porcie w Akureyri

Zdecydowana większość turystów zagranicznych, bo aż 98,7% (czyli 2,195 mln) przybywa na wyspę przez międzynarodowy port lotniczy Keflavík. Około 0,3% dociera przez porty lotnicze w Reykjavíku i Akureyri. Pozostałe około 1% przybywa promami Norræna przez Seyðisfjörður. Najwięcej odwiedzających przybywa ze Stanów Zjednoczonych, Wielkiej Brytanii, Niemiec, Kanady i Francji.
Z Polski przybyło w 2017 roku 66,3 tys. osób. Z Polski można dolecieć (stan na koniec 2018 roku) na wyspę liniami lotniczymi WizzAir z Gdańska, Katowic, Poznania, Warszawy-Okęcia i Wrocławia.
Linie lotnicze dopuszczają podczas podróży tzw. stop-over (od 1 do 5 dni), z którego korzystają podróżni między Ameryką a Europą.
Pasażerowie w porcie lotniczym Keflavík według kraju pochodzenia
| Lp. | Państwo              | 2015      | 2016      | 2017      | 2018      |
| --- | -------------------- | --------- | --------- | --------- | --------- |
| 1   | Stany Zjednoczone    | 242,805   | 415,287   | 576,403   | 694,814   |
| 2   | Wielka Brytania      | 241,024   | 316,395   | 322,543   | 297,963   |
| 3   | Niemcy               | 103,384   | 132,789   | 155,813   | 139,155   |
| 4   | Kanada               | 46,654    | 83,144    | 103,026   | 99,715    |
| 5   | Francja              | 65,822    | 85,221    | 100,374   | 97,224    |
| 7   | Polska               | 27,079    | 39,613    | 66,299    | 91,463    |
| 6   | Chiny                | 47,643    | 66,781    | 86,003    | 89,495    |
| 8   | Hiszpania            | 27,166    | 39,183    | 57,971    | 65,589    |
| 10  | Dania                | 49,225    | 49,951    | 53,240    | 51,019    |
| 9   | Szwecja              | 43,096    | 54,515    | 56,229    | 49,316    |
|     | Wszyscy obcokrajowcy | 1,261,938 | 1,767,726 | 2,195,271 | 2,315,925 |

Główny sezon turystyczny trwa od czerwca do września – w tych miesiącach w 2017 roku z portu lotniczego w Keflavíku podróżowało powyżej 200 tys. pasażerów (najwięcej w sierpniu – 284,1 tys.). W ostatnich latach obserwuje się wyrównywanie liczby turystów w sezonie letnim (wcześniej przeważającym) i zimowym.
Rozwijający się sektor turystyczny umożliwił szybsze pokonanie problemów gospodarczych kraju po kryzysie finansowym od 2007 roku. Jednocześnie zauważany jest niepokojący wpływ rosnącej liczby turystów na islandzką przyrodę, m.in. poprzez zwiększony ruch samochodowy, w tym popularną jazdę off-road po dziewiczych terenach wyżyn islandzkich. Nieco ponad połowa Islandczyków uważa, że rozwój turystyki przyczynił się do stworzenia nowych miejsc pracy. Jednocześnie 75% mieszkańców wyspy uważa, że presja turystyczna na przyrodę jest zbyt wysoka. Proponowane są różne rozwiązania, np. ograniczenia ruchu na niektórych obszarach lub wprowadzanie opłat. Agencja promująca Islandię za granicą zachęca do deklarowania tzw. islandzkiego przyrzeczenia (ang. Icelandic pledge) bycia odpowiedzialnym turystą.

## Baza turystyczna

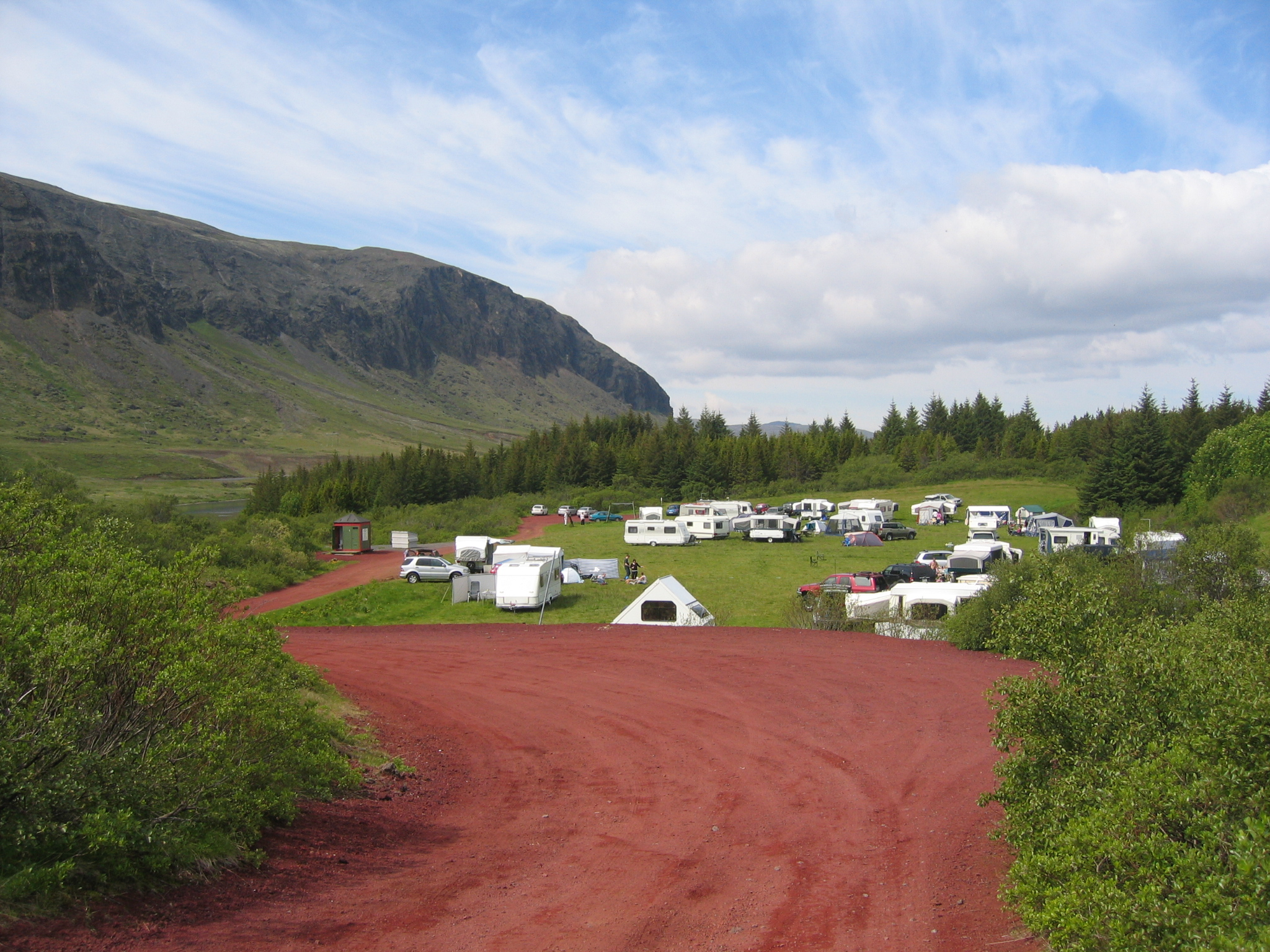
Kemping w Islandii

W lipcu 2017 roku 474 hotele i pensjonaty oferowały na wyspie 15,4 tys. pokoje, z tego blisko 40% w regionie stołecznym. Liczba pokoi wzrosła o 58% w porównaniu z 2010 rokiem. Obłożenie pokoi hotelowych w 2017 roku osiągnęło poziom 72,1% – najwyższe odnotowane w regionie stołecznym i na półwyspie Reykjanes (w tym ostatnim obszarze odnotowano największych wzrost liczby pokoi w okresie 2010-2017 – o 260%). Wysokie obłożenie pokoi hotelowych w tych dwóch obszarach jest obserwowane przez prawie cały rok, natomiast w pozostałych regionach jedynie w miesiącach letnich (lipcu i sierpniu). W 2017 roku w hotelach i pensjonatach udzielono 5,58 mln noclegów, z tego 4,96 mln obcokrajowcom, a 0,62 mln Islandczykom. W pozostałych rodzajach zakwaterowania (kempingi, kwatery prywatne, hostele, schroniska itp.) udzielono 2,8 mln noclegów – 2,3 mln obcokrajowcom i 0,5 mln Islandczykom.

## Atrakcje turystyczne

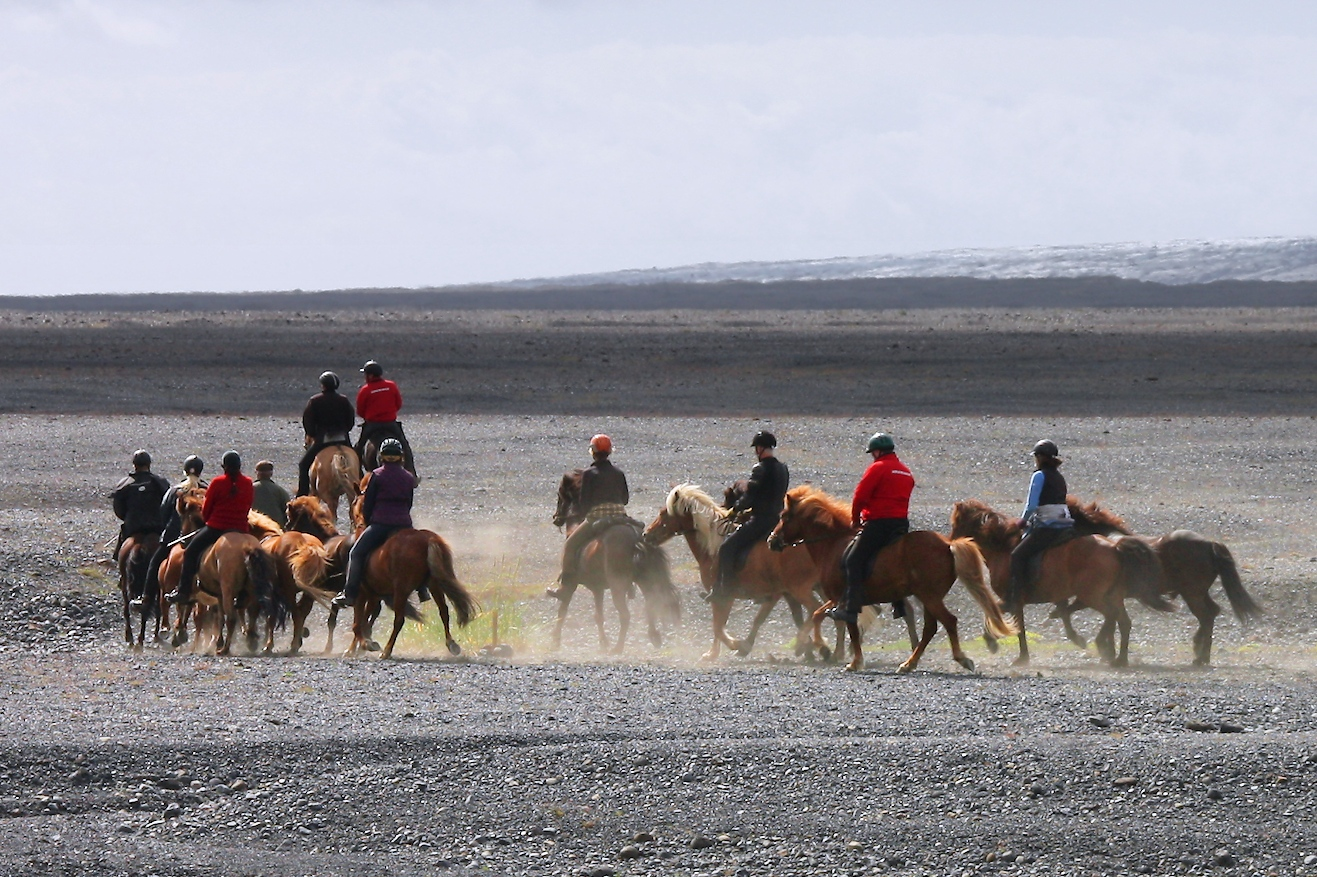
Turystyka konna w Parku Narodowym Vatnajökull

Islandia posiada wiele atrakcji turystycznych, głównie o charakterze przyrodniczym, ale także kulturalnym. Głównym miastem turystycznym jest stolica kraju Reykjavík, a na północy kraju – Akureyri. Wiele miejscowości w Islandii, również małych, zapewnia podstawowe usługi dla turystów: supermarket, bankomat, pocztę, pensjonat, a niekiedy nawet małe lotnisko. W wielu miejscowościach znajdują się również baseny z wodą geotermalną, popularne wśród Islandczyków i turystów.
Do najbardziej popularnych tras turystycznych należą:
- Złoty Krąg w południowo-zachodniej części wyspy,
- Srebrny Krąg – w zachodniej części wyspy,
- Diamentowy Krąg – w północno-wschodniej części wyspy.

Część turystów wybiera podróż dookoła Islandii główną drogą krajową nr 1.
Do popularnych aktywności turystycznych należą m.in.: wyprawy łodziami na obserwacje wielorybów, obserwacje ptaków (zwłaszcza maskonurów), rafting na rzekach lodowcowych, przejażdżki kucami islandzkimi, podziwianie zorzy polarnej, wyprawy poza koło podbiegunowe (np. wyspa Grímsey), wyprawy samochodowe off-road na tereny niezamieszkane, wyprawy po lodowcu.
Wielu turystów korzysta z zakupów w sklepach wolnocłowych na lotnisku Keflavik, a także z możliwości zwrotu podatku VAT za towary zakupione w Reykjavíku lub innych miejscowościach kraju.
Popularną formą podróżowania po Islandii jest wynajem kampera, co umożliwia swobodne poruszanie się po kraju i dostęp do mniej zaludnionych obszarów. Infrastruktura dla osób podróżujących kamperem jest dobrze rozwinięta – na terenie kraju znajduje się wiele kempingów oraz miejsc postojowych wyposażonych w niezbędne udogodnienia, takie jak dostęp do wody, prądu i sanitariatów.

### Miejsca i obiekty światowego dziedzictwa UNESCO
Na listę światowego dziedzictwa UNESCO w Islandii wpisano Park Narodowy Þingvellir i wyspę Surtsey. Na listę informacyjną: rezerwat przyrody Breiðafjörður, okolice jeziora Mývatn i rzeki Laxá í Aðaldal, Park Narodowy Vatnajökull, system wulkaniczny Torfajökull z rezerwatem przyrody Fjallabak oraz domy torfowe na Islandii.

### Atrakcje przyrodnicze
Wiele turystycznych atrakcji przyrodniczych związanych jest z historią geologiczną wyspy – aktywnością wulkaniczną i geotermalną, a w konsekwencji z urozmaiconą rzeźbą terenu. Poza aktywnymi wulkanami na Islandii można zobaczyć czynne gejzery. Najwyższe fragmenty wyspy, również te charakteryzujące się aktywnością wulkaniczną, pokryte są lodowcami. Rzeki Islandii są z reguły krótkie, charakteryzują się dużymi spadkami i występowaniem licznych wodospadów. Liczne są również jeziora, głównie pochodzenia lodowcowego i polodowcowego oraz wulkanicznego.

### Atrakcje kulturalne
Ponadtysiącletnia historia wyspy sprawia, że odwiedzający Islandię mogą zapoznać się z pozostałościami budownictwa z czasów wikingów, skansenami z tradycyjnymi domami torfowymi oraz historyczną zabudową miejscowości, w szczególności kościołami. W większych miejscowościach można odwiedzić muzea poświęcone lokalnej historii, kulturze i zwyczajom.

### Wybrane atrakcje turystyczne Islandii[11]
- wulkany i kratery wulkaniczne: Askja, Eldborg, Eldgjá, Grábrók, Hekla, Herðubreið, Hverfjall, Keilir, Krafla, Laki, Snæfellsjökull, Fagradalsfjall (erupcja w 2021 roku)
- pola geotermalne: Gunnuhver, Hverarönd, Hveravellir, Krýsuvík
- gejzery: Geysir, Strokkur
- spa i baseny geotermalne: Bláa Lónið, Guðrúnarlaug
- szczyty, masywy i pasma górskie: Akrafjall, Esja, Kerlingarfjöll, Kirkjufell, Kverkfjöll, Þórsmörk
- wąwozy i kaniony: Ásbyrgi, Fjaðrárgljúfur, Kolugljúfur, Þingvellir
- formacje skalne, skałki, jaskinie: Borgarvirki, Dimmuborgir, Hvítserkur, Miðlina, Surtshellir,
- drogi górskie: Kjalvegur, Sprengisandur
- klify morskie: Dyrhólaey, Kálfshamarsvík, Krýsuvíkurberg, Látrabjarg, Valahnúkur,
- plaże morskie: Reynisfjara, Rauðasandur
- fiordy i zatoki: Borgarfjörður eystri, Breiðavík, Mjóifjörður,
- wybrzeża morskie: Hornstrandir, Strandir
- wyspy: Flatey, Grímsey, Hrísey, Viðey
- wodospady: Aldeyjarfoss, Dettifoss, Dynjandi, Glymur, Goðafoss, Gullfoss, Hengifoss, Hraunfossar, Seljalandsfoss, Skógafoss
- jeziora: Kleifarvatn, Jökulsárlón, Lagarfljót, Mývatn
- lasy: Hallormsstaðaskógur
- rezerwaty przyrody: Skálanes
- miejscowości i osady (z atrakcjami kulturowymi i przyrodniczymi): Akranes, Akureyri, Arnarstapi, Djúpavík, Djúpivogur, Eyrarbakki, Hellnar, Húsavík, Hveragerði, Ísafjörður, Kirkjubæjarklaustur, Neskaupstaður, Reykjavík, Reykholt, Seyðisfjörður, Skriðuklaustur, Vík í Mýrdal
- skanseny: Bustarfell, Eiríksstaðir.

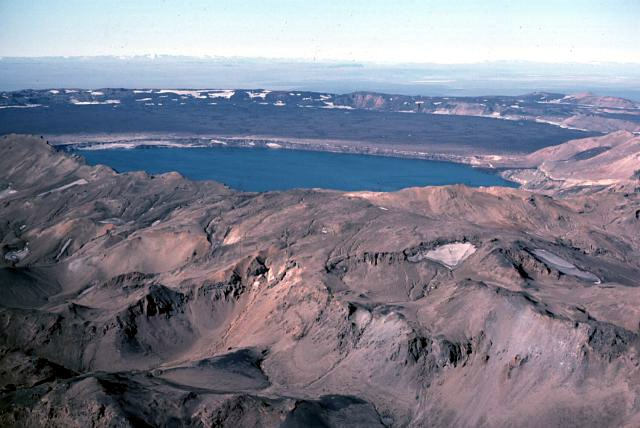
Wulkan Askja
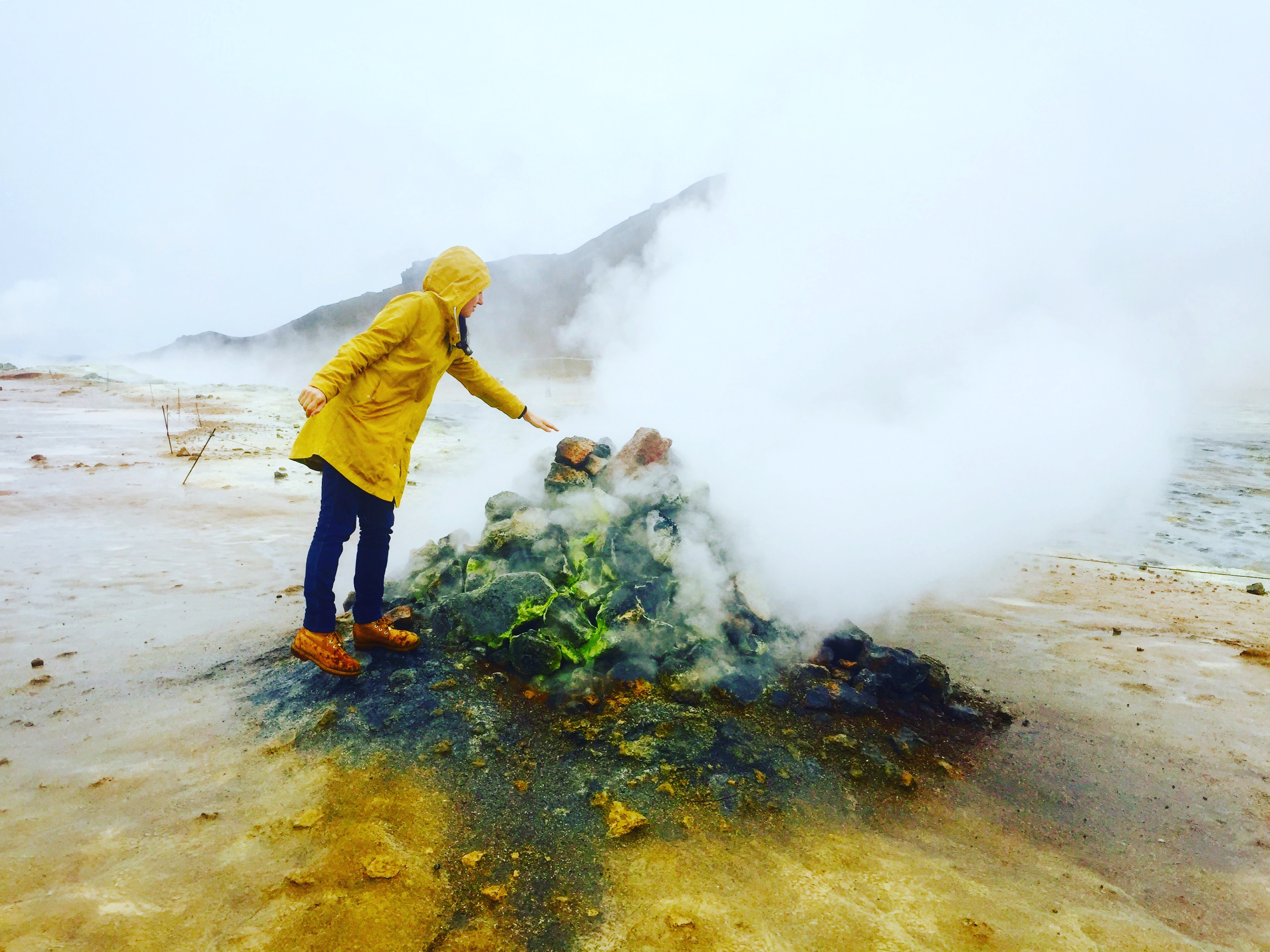
Pole geotermalne Hverir
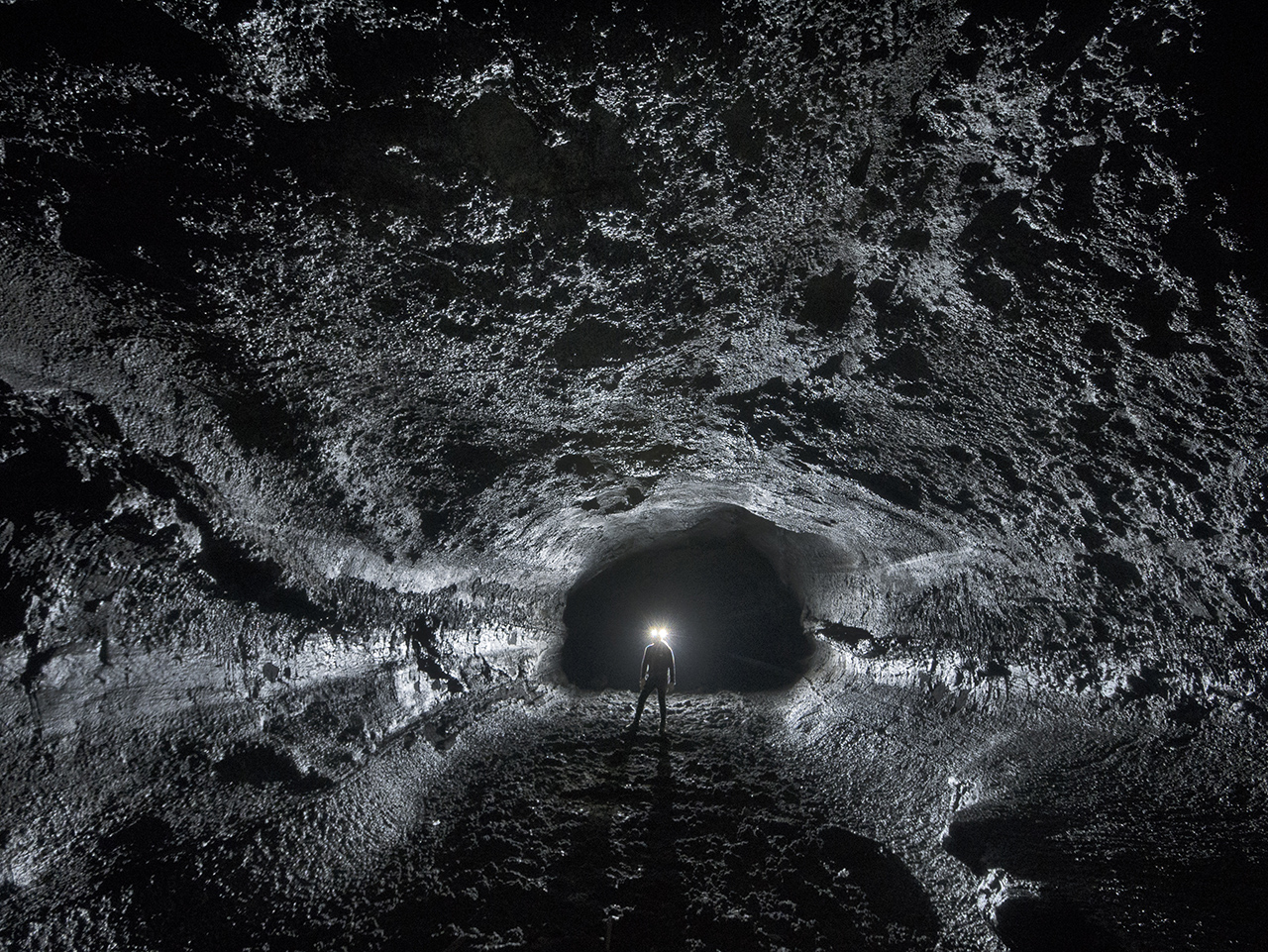
Jaskinie lawowe Surtshellir-Stefanshellir
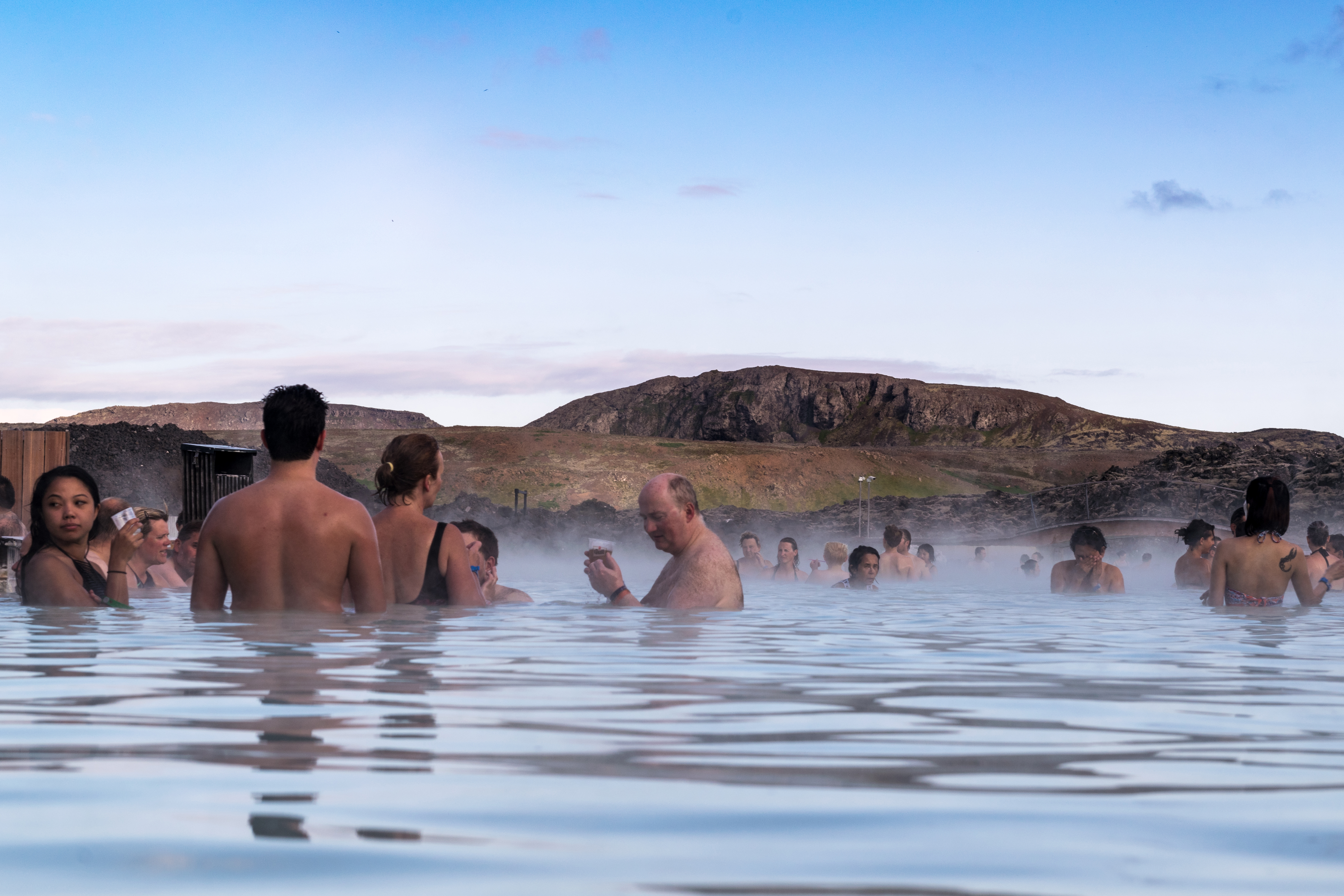
Spa Błękitna Laguna
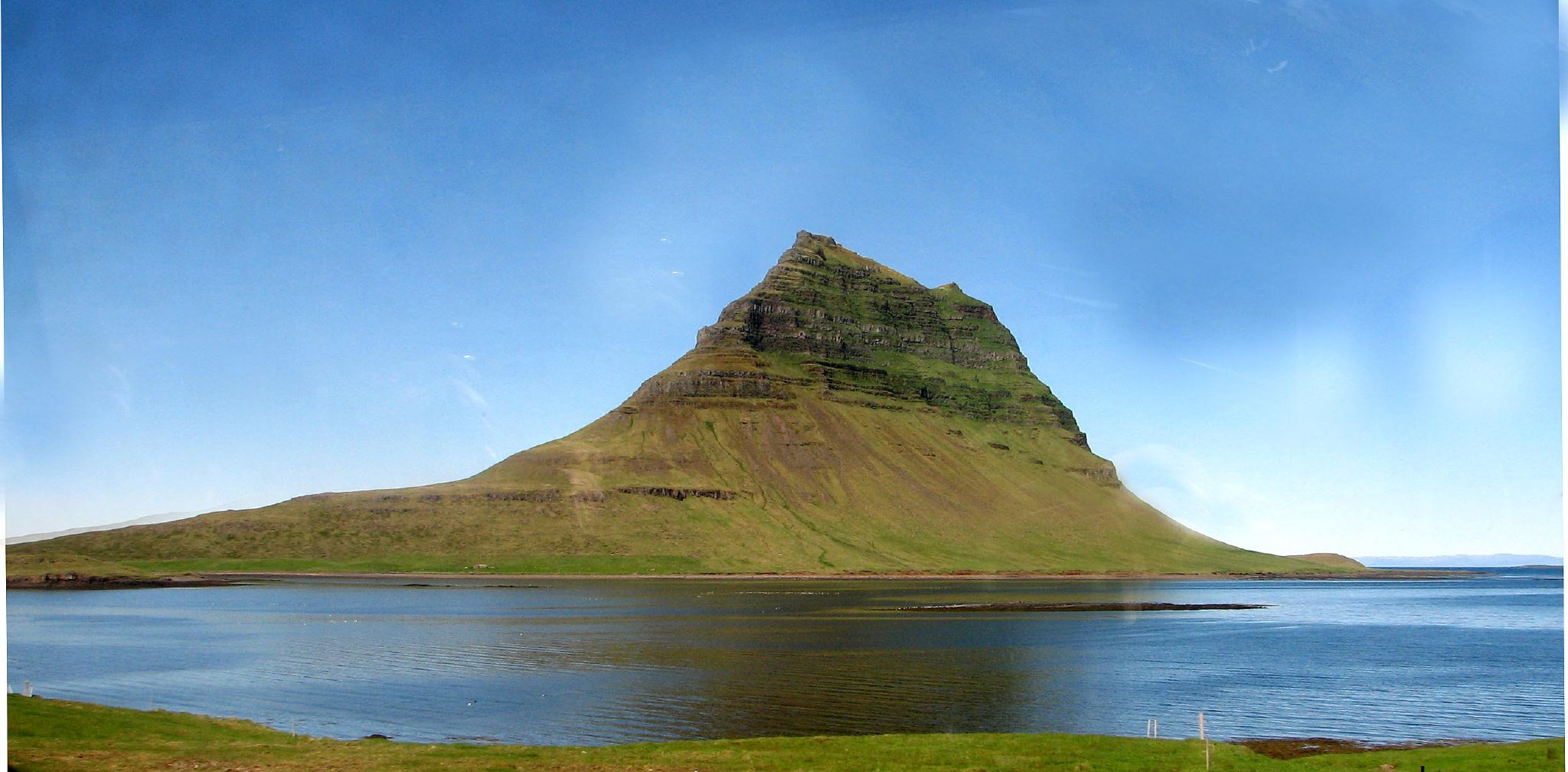
Góra Kirkjufell
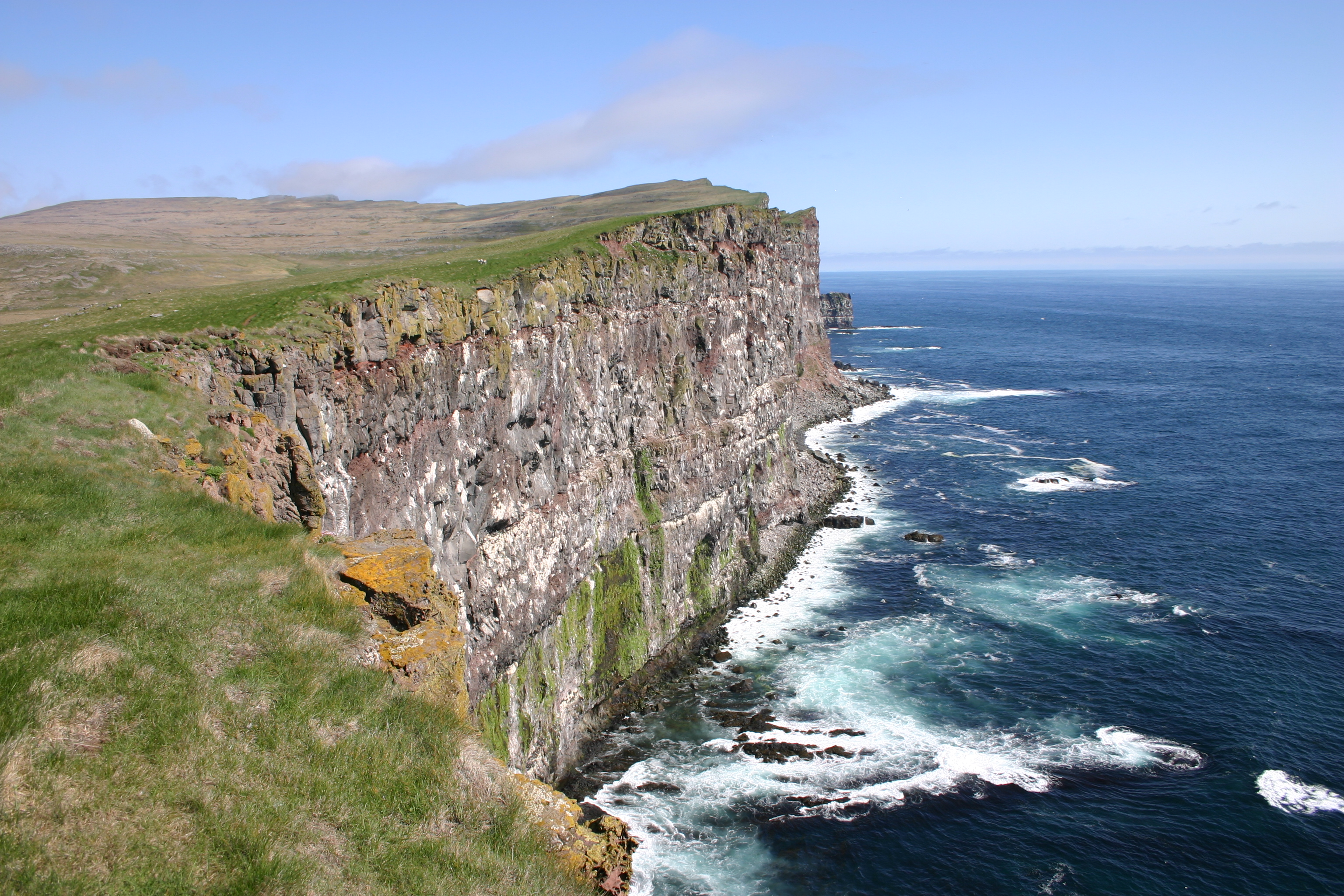
Klif Látrabjarg
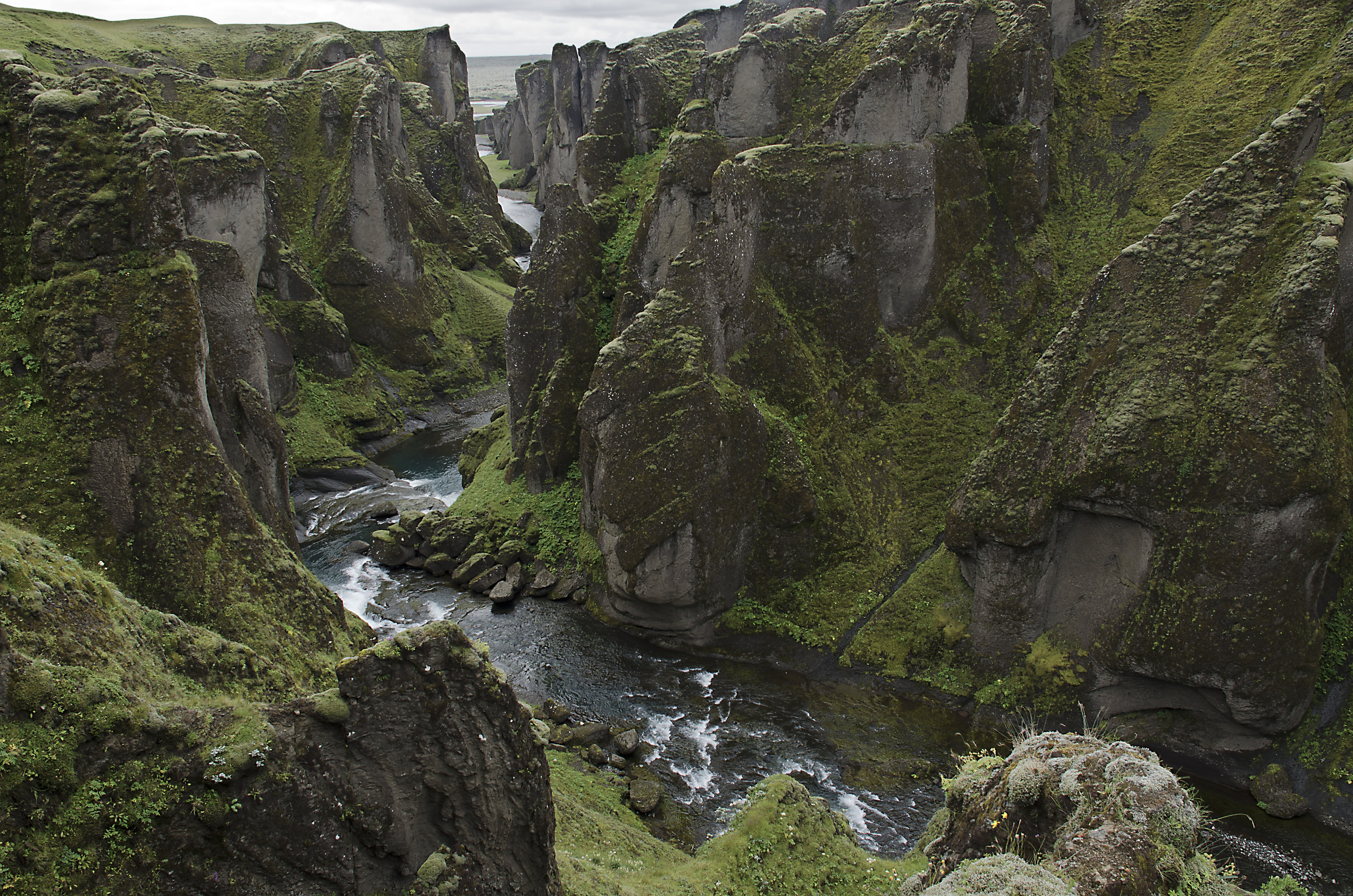
Kanion Fjaðrárgljúfur
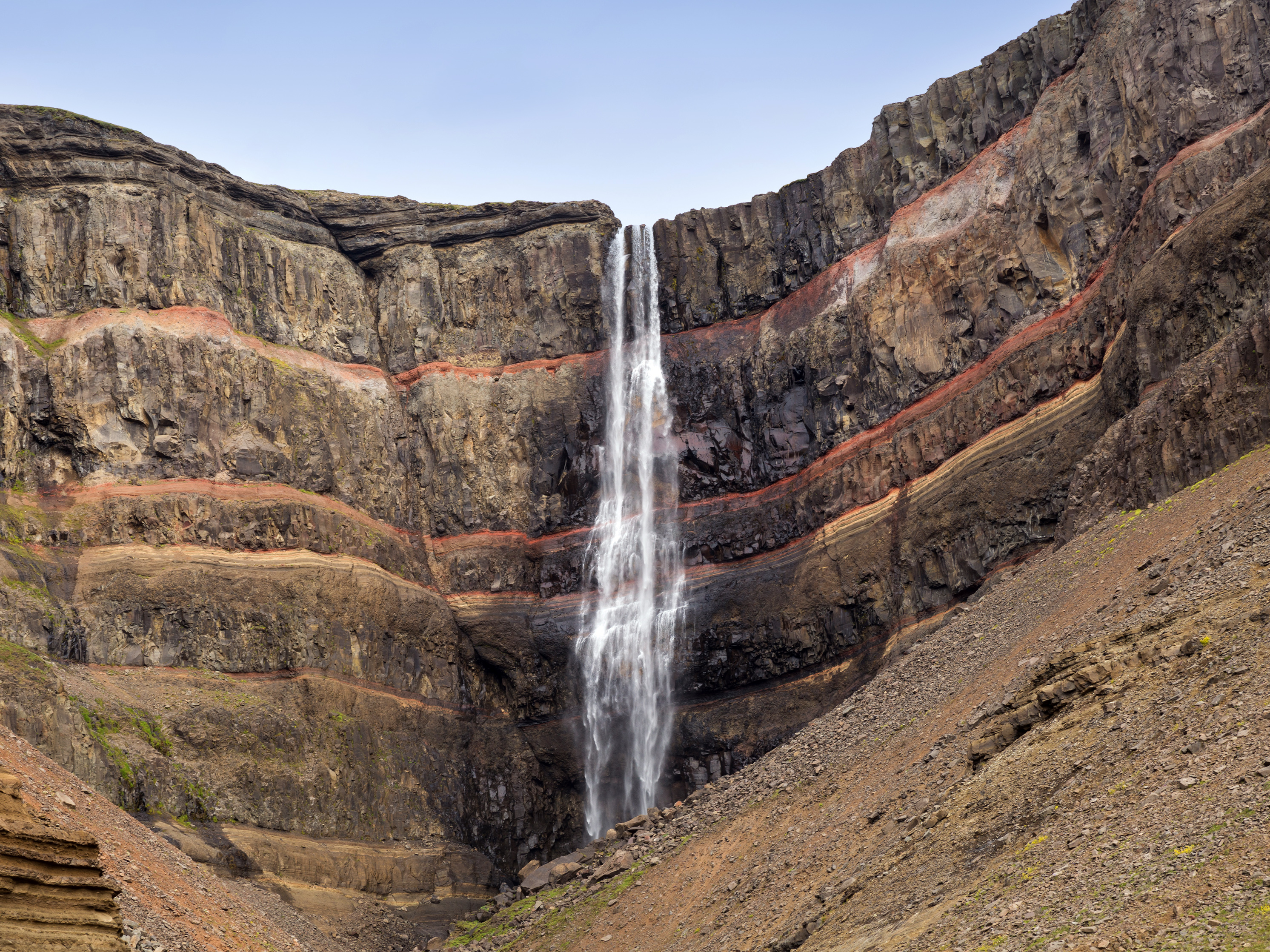
Wodospad Hengifoss
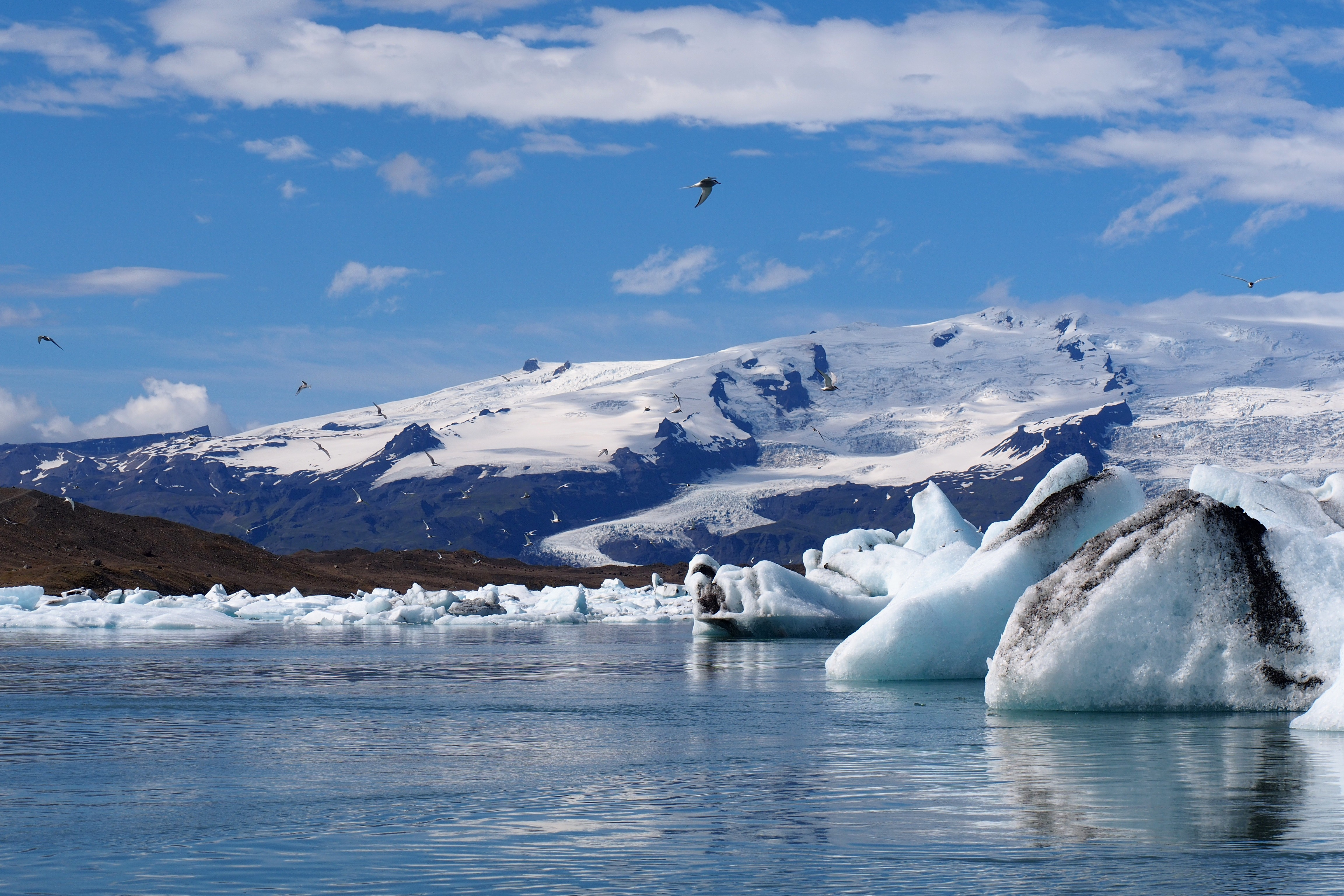
Jezioro Jökulsárlón
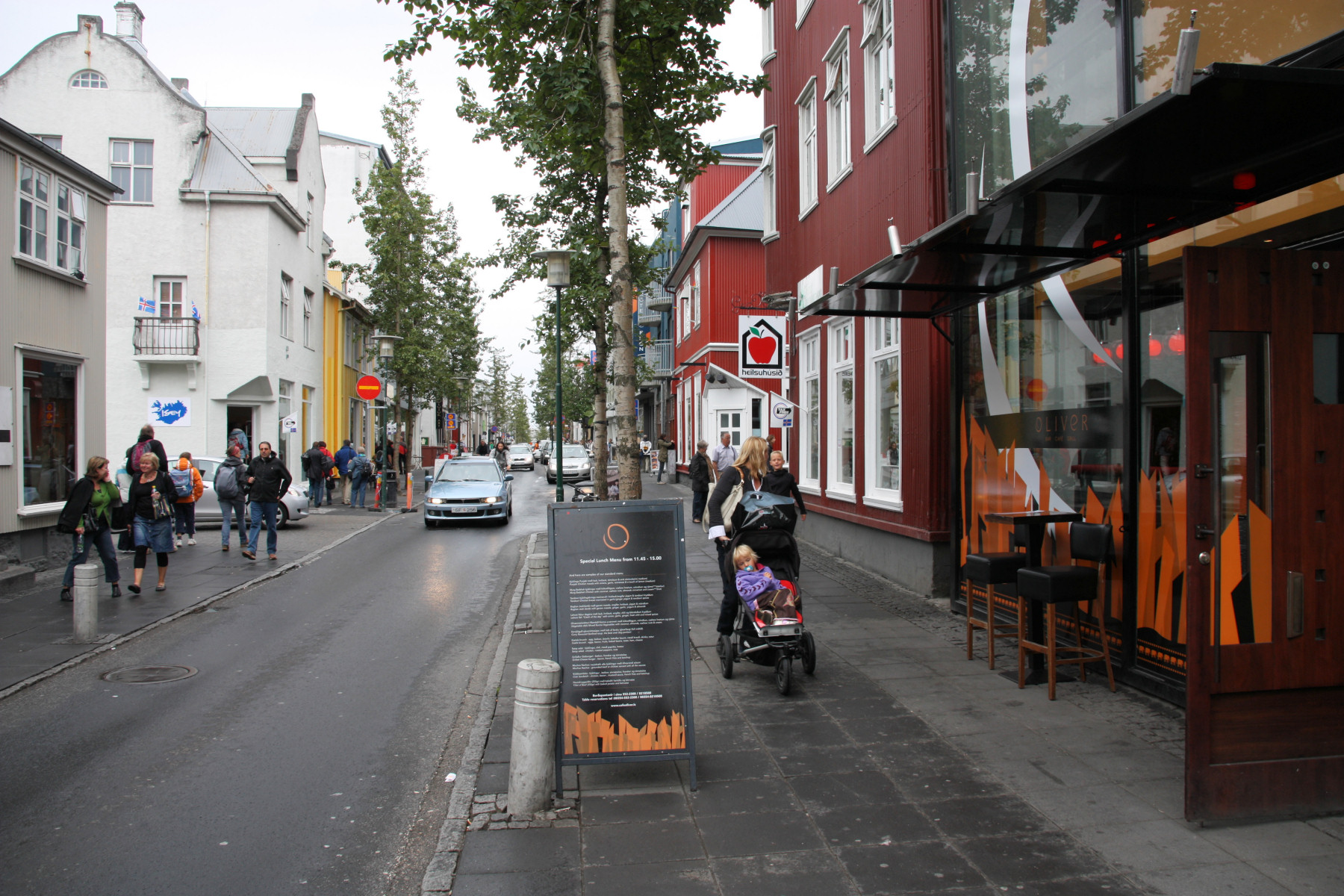
Główna ulica Reykjavíku
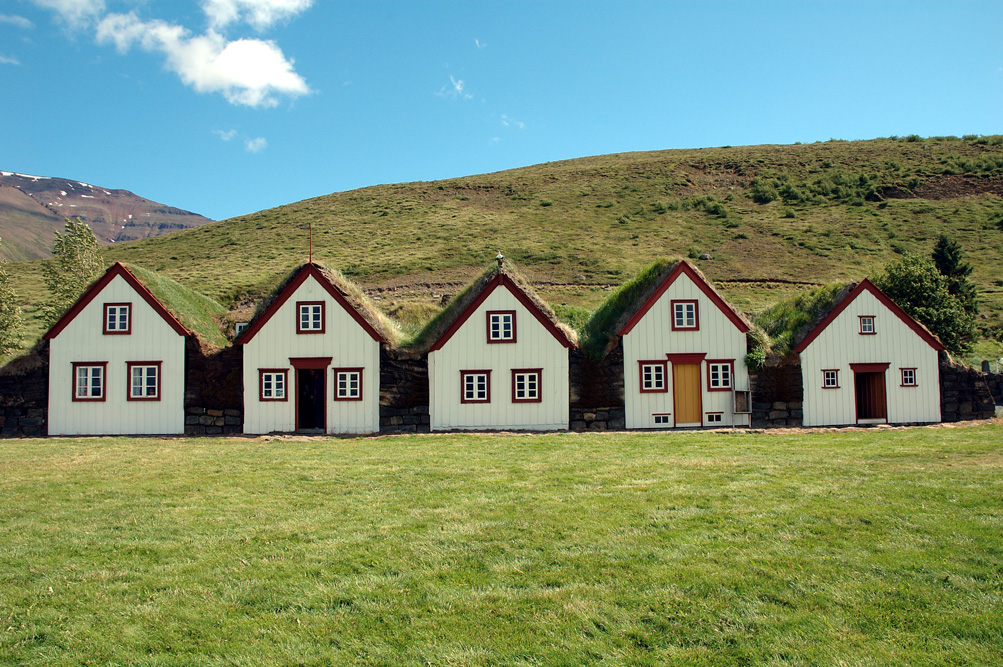
Skansen w Laufás